# Amândio de Sá Benevides

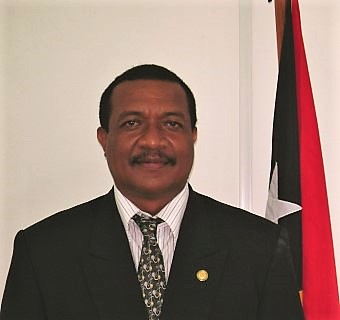
Amândio de Sá Benevides (2005)

Amândio de Sá Benevides (* 16. Juli 1964 in Ainaro, Portugiesisch-Timor; † 20. Januar 2024 in Dili, Osttimor) war ein osttimoresischer Jurist und Politiker (Congresso Nacional da Reconstrução Timorense (CNRT)).

## Werdegang
1990 schloss Benevides sein Studium des Verfassungsrechts an der Universitas Nusa Cendana im indonesischen Kupang ab. Zurück in Dili arbeitete er von 1991 bis 1993 als Rechtsanwalt. Bis 1999 war Benevides dann Beamter in Dili. Während dieser Zeit belegte er mehrere Kurse in den Bereichen öffentliche Verwaltung und Management.
Im Februar 2000 wurde Benevides im noch unter UN-Verwaltung (UNTAET) stehenden Land zum Staatsanwalt vereidigt. 
Er wurde am 16. Oktober 2001 zum stellvertretenden Generalstaatsanwalt für gemeinsame Verbrechen ernannt und ersetzte Longuinhos Monteiro, der die Position des Generalstaatsanwalts übernahm. Obwohl Benevides während der UNTAET-Zeit mit Zustimmung des Gesetzesdekrets Nr. 1/2002 zum Übertragungssystem des Justizsystems ernannt wurde, blieb er bis 2005 im Amt. 2005 wurde er vom Nationalparlament Osttimors zum stellvertretenden Ombudsmann des Provedoria dos Direitos Humanos e Justiça (PDHJ, deutsch Ombudsrat für Menschenrechte und Recht) ernannt, wo er 2010 von Rui Pereira dos Santos abgelöst wurde.
Bei den Parlamentswahlen in Osttimor 2012 stand Benevides als dritter Ersatzkandidat auf der Wahlliste des Congresso Nacional da Reconstrução Timorense.
Vom scheidenden Parlamentspräsidenten Adérito Hugo da Costa erhielt Benevides 2017 eine Belobigung für seine Dienste als juristischer Berater des Parlamentspräsidenten.
Am 1. Juni 2018 wurde Benevides von Premierminister Taur Matan Ruak als Justizminister in der VIII. Regierung nominiert, Staatspräsident Francisco Guterres lehnte Benevides aber ab, genauso wie zehn andere Kandidaten für Regierungsämter. Guterres machte ethische Bedenken geltend. Am 1. Juli 2023 wurde Benevides schließlich in der IX. Regierung Osttimors doch zum Justizminister vereidigt.
Während er auf die Rückkehr von Premierminister Gusmão von einer Auslandsreise wartete, erkrankte Benevides, laut einer Regierungserklärung, am Flughafen von Dili plötzlich. Er starb kurz darauf im Hospital Nacional Guido Valadares (HNGV). Amândio de Sá Benevides wurde 59 Jahre alt.